# Xã Benona, Michigan
Xã Benona (tiếng Anh: Benona Township) là một xã thuộc quận Oceana, tiểu bang Michigan, Hoa Kỳ. Năm 2010, dân số của xã này là 1.437 người.